# Sapele (Nigeria)
Sapele ist eine Stadt im lokalen Verwaltungsgebiet des Bundesstaates Delta, Nigeria.
5° 53′ N, 5° 42′ O
Sapele [səpā´lē] (Einwohnerzahl 2006: 171.888) ist eine Hafenstadt im Nigerdelta im Süden Nigerias am Ethiope-Fluss im westlichen Bundesstaat Delta. Die Stadt liegt 68 km südlich von Benin-Stadt und ist über die Bundesstraße A2 mit Warri und Benin verbunden. Sapele ist das Zentrum der nigerianischen Holzindustrie und beherbergt Sägewerke sowie eine große Sperrholz- und Furnierfabrik, in der Gummi verarbeitet wird. Die Stadt beherbergt außerdem Industriebetriebe zur Herstellung von Kunststoffen, Chemikalien und Schuhen. Das Sapele Township Stadium wurde 2013 fertiggestellt und bietet Platz für 10.000 Zuschauer.
Nachdem die Briten 1892 ein Vizekonsulat in der Stadt errichtet hatten, gewann Sapele als Hafen an Bedeutung. 1894 kam es unter britische Herrschaft und diente als lokales Verwaltungszentrum.
Die Okpe glauben, dass der Name auf eine anglisierte Ableitung des Okpe-Worts „Uriapele“ zurückzuführen ist, benannt nach einer lokalen Gottheit, deren Schrein sich noch heute im Stadtzentrum befindet. Die britischen Kolonialbeamten änderten den Namen "Uriapele" in Sapele, weil es für die britischen Kolonialbeamten leichter auszusprechen war.
Sapele liegt auf dem indigenen Land der Okpe, einer bedeutenden Gruppe der Urhobo, deren Sprache Urhobo eine der Edoid-Sprachen Südnigerias ist. Die Stadt beherbergt auch eine Reihe anderer Gruppen, von denen viele aufgrund der wachsenden Industrie migrierten. (Akpobome, Mosogar, Ajititor, Mosagon & Michaga).

## Geschichte
Mitte des 19. Jahrhunderts etablierte sich Sapele als Handelszentrum und wurde gelegentlich von Europäern besucht. 1891 richtete die britische Regierung in Sapele ein Vizekonsulat ein. Aufgrund des kosmopolitischen Charakters der Stadt und ihrer Beschäftigungsmöglichkeiten wuchs die Bevölkerung bis 1952 auf 33.638. Menschen vieler nigerianischer Volksgruppen haben sich dort niedergelassen, neben den vielen Okpe auch die Itsekiri und Ijaw sowie die Urhobo aus den umliegenden Städten und Dörfern.
Im August 1891 richtete die britische Regierung eine Konsularverwaltung für das Protektorat Oil Rivers (später Niger Coast Protectorate) ein, das heute die Gemeinde Warri ist. Wir befassen uns hier mit dem Benin River District. Der erste stellvertretende Kommissar und Vizekonsul für den Benin River District war Kapitän H. L. Gallwey. Das Bezirksbüro befand sich an der Mündung des Benin River, direkt an der Küste. Der Zuständigkeitsbereich des Vizekonsuls umfasste ganz Benin, einschließlich des südwestlichen Teils des Itsekiri-Landes und des nordwestlichen Teils des Urhobo-Landes, insbesondere entlang des Ethiope-Flusses.
Etwa zwei Monate nach der Gründung der Protektoratsregierung wurde Gallwey eine wichtige Aufgabe übertragen. Einer seiner ersten Aufträge war die Untersuchung der Urhobo-Ölmärkte entlang des Ethiope-Flusses im Oktober 1891.
Am 27. Oktober 1891 brach Gallwey in Begleitung von Herrn S. Munro von der Afrikanischen Vereinigung mit einem von der deutschen Handelsfirma Bey und Zimmer am Benin-Fluss gemieteten Boot zur Vermessung auf. Der folgende Teil seines Berichts ist relevant:
Claude Maxwell Macdonald, Kommissar und Generalkonsul, besuchte Sapele am 14. November 1891 und bestätigte den Standort als hervorragend geeignet. In seiner Depesche Nr. 30 des Auswärtigen Amtes vom 12. Dezember 1891 schrieb der Major: „Ich halte Sapele für einen sehr guten Standort für die Errichtung einer Polizeistation. Das Gelände liegt hoch und ist, obwohl bewaldet, leicht zu roden. Die Einwohner von Sapele teilten mir mit, dass sie, wenn ich dort bauen würde, so viel Land roden würden, wie ich wollte. Diese historische Entscheidung machte Sapele zu der modernen Gemeinde, die sie später wurde.“
Die Regierung wartete jedoch nicht, bis die Arbeiten am Standort der geplanten Polizeiwache in Sapele abgeschlossen waren, bevor sie sich dort niederließ. Die Angelegenheit war dringend, und eine provisorische Einrichtung musste eingerichtet werden. Ein in Bristol erworbenes Schiff namens Hindustan wurde zum Benin-Fluss gebracht. Dort wurde es zerlegt, zu einem Schiffsrumpf umgebaut und zum Ankerplatz in Sapele geschleppt. Der Schiffsrumpf soll hervorragende Unterkünfte für vier Europäer, ein Zollamt, ein Konsulargericht, eine Schatzkammer, ein Gefängnis und Kasernen für die Zivilpolizei geboten haben.
Während der Regierungsarbeit im Schiffsrumpf begann, wurde das hervorragende Grundstück gegenüber dem Ankerplatz für den Bau einer Kaserne für sechzig Mann und eine Abteilung Protektoratstruppen unter britischem Offizier freigemacht. Das war 1892. In einem Schiffsrumpf zu leben und zu arbeiten, mag in Sapele eine Neuerung gewesen sein, doch für Europäer, insbesondere für europäische Händler in den Ölflüssen, war die Idee sicherlich nicht neu. Aufgrund seiner strategischen Lage galt Sapele, wie Degema, als wichtiger Militär- und Verwaltungsstützpunkt zur Demonstration von Macht und Autorität.
Einzelheiten über die Ansiedlung der Regierung in Sapele für die nächsten zwei Jahre sind noch nicht bekannt und bedürfen weiterer Forschung. Bekannt ist jedoch, dass im Juli 1894 eine medizinische Abteilung eingerichtet wurde. Bekannt ist auch, dass das Vizekonsulat in Sapele bereits 1895 so etabliert war, dass die Schließung des Vizekonsulats in Benin River gerechtfertigt war. Danach diente das Büro in Benin River bis zum 27. Oktober 1905 als Zollposten, bevor dieser nach Koko Town verlegt wurde.
Heute verfügt die Stadt über einen der wichtigsten Häfen Nigerias, und ihr Fluss ist salzfrei. Zu den Industriezweigen zählen die Verarbeitung von Holz, Kautschuk und Palmöl sowie die Herstellung von Möbeln, Tamarindenbalsam und Schuhen. Sapele ist zudem ein Zentrum der Öl- und Gasförderung mit Förderstationen in Shell Road und Oton. In benachbarten Städten und Dörfern wie Ugborhen, Ugbukurusu, Amukpe, Okirigwe und Oton untersteht Sapeles lokaler Verwaltung verschiedene Ölquellen. Die Einwohnerzahl lag 1995 bei 135.800, bis 2005/06 stieg sie auf 242.652.
In den umliegenden Wäldern wächst insbesondere Entandrophragma cylindricum, das gemeinhin nach der Stadt Sapele genannt wird. Dieses nigerianische Hartholz erfreut sich seit langem einer hohen internationalen Nachfrage und wird für zahlreiche Zwecke verwendet, von Gitarren bis hin zum Küstenschutz. Sapele war neben einem kleineren UAC-Betrieb in Ghana einer der größten Holzproduzenten Afrikas und wurde von vielen internationalen Reedereien wie Elder Dempster frequentiert. African Timber and Plywood (AT&P), eine Sapele-Fabrik einer Abteilung der United Africa Company (UAC), galt einst als der größte Holzverarbeitungskomplex der Welt. In seiner Blütezeit, insbesondere in den 1960er- und 1970er-Jahren, war es mit geschätzten 9.000 Beschäftigten der größte Arbeitgeber der Stadt. Viele von ihnen arbeiteten in tropischen Waldgebieten und belieferten die Sapele-Fabrik mit Flößen auf den üppigen Flusssystemen. Der Forstbetrieb wurde von der United Africa Company sorgfältig geführt, um Abholzung zu vermeiden und die Holzressourcen zu erhalten. Neben dem Export afrikanischer Harthölzer war die AT&P Ltd. in Sapele auch für die Herstellung vieler damit verbundener Produkte bekannt: Sperrholz, Spanplatten (und zugehörige Leimprodukte), Bauelemente, Fertighäuser für die Armee und andere, Möbel usw. Sie bildete qualifizierte Ingenieure und Manager aus, von denen einige zu Ausbildungszwecken nach Großbritannien und Deutschland geschickt wurden. Sie trug maßgeblich zur wachsenden Infrastruktur der Stadt bei, beispielsweise zu Sportzentren/dem Sapele Athletic Club, Schulen, Straßen, Wohnungen, Geschäften und der Gesundheitsversorgung. Sie verfügte über eine eigene Klinik oder ein kleines Krankenhaus, von dem die Mitarbeiter profitierten.
Der Stadtteil Ogorode beherbergt zwei Kraftwerke der Power Holding Company of Nigeria, eines der sechs größten des Landes und das zweitgrößte des Landes mit einer installierten Leistung von 1000 MW, sowie ein Nigerian National Integrated Power Project (NIPP-Kraftwerk).

## Klima
Das Klima in Sapele ist das ganze Jahr über drückend schwül. Die Regenzeit ist warm und bewölkt, die Trockenzeit heiß und teilweise bewölkt.

## Bemerkenswerte Leute
- David Dafinone, Politiker[15][16][17]
- Peter Dedevbo, Fußballtrainer
- David Defiagbon, Boxer[18][19]
- Olusoji Fasuba, Sprinter[20][21][22]
- Kefee Obareki Don Momoh, Gospelsänger und Komponist[23][24][25]
- Endurance Ojokolo, Sprinterin[26][27]
- Blessing Okagbare, Weitspringerin, Sprinterin[28][29]
- Ola Rotimi, Schriftsteller[30]